# 10105 Holmhällar
Holmhällar è un asteroide della fascia principale. Scoperto nel 1992, presenta un'orbita caratterizzata da un semiasse maggiore pari a 3,1247494 UA e da un'eccentricità di 0,1089304, inclinata di 0,87242° rispetto all'eclittica.